# EN1-ST01

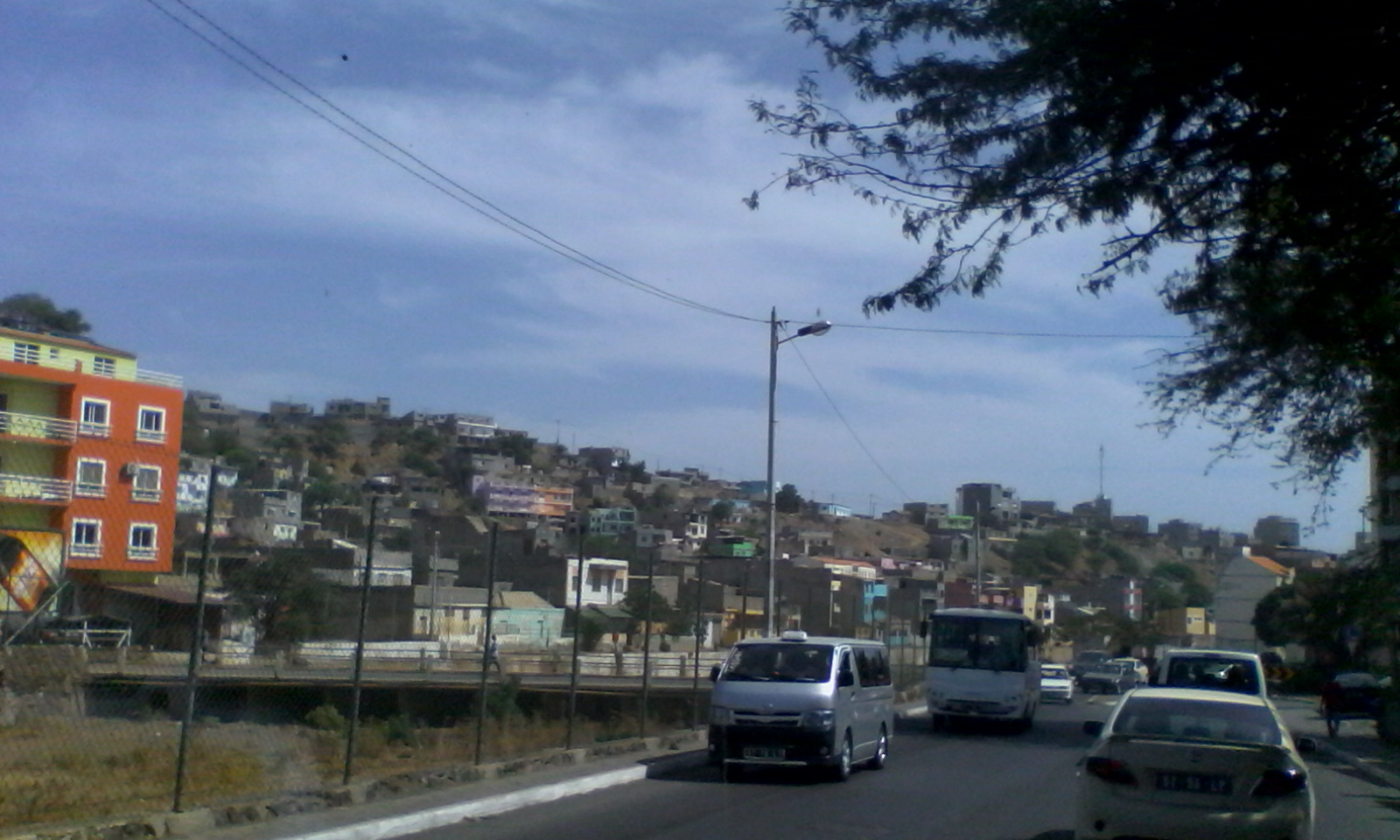
EN1-ST01一景（高速公路路段）

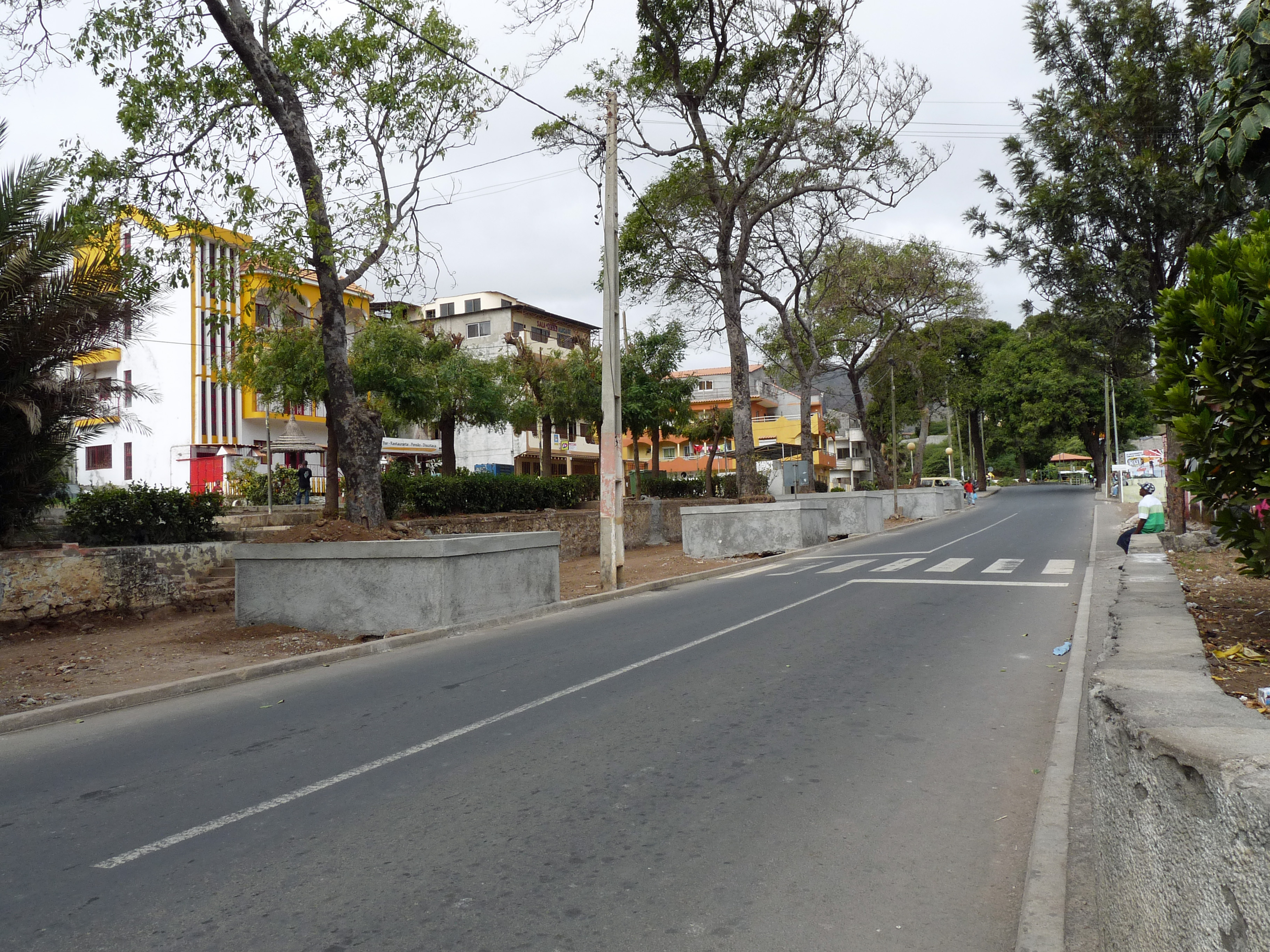
EN1-ST01一景

EN1-ST01，又稱 EN1-ST1、EN1-1，部分路標標示為 N1-1及N1-ST1，是維德角的一條公路，位於該國聖地牙哥島上，其中一部分為培亞-阿索馬達-塔拉法爾高速公路（Praia-Assomada-Tarrafal Route）。EN1-ST01連接首都培亞及聖地牙哥島北方城鎮塔拉法爾，為維德角最重要、歷史最悠久的公路之一。